# امیرجان کوزانف
امیرجان کوزانف (قزاقی: Ámirjan Saǵıdrahmanuly Qosanov؛ زادهٔ ۱۳ مهٔ ۱۹۶۴) سیاست‌مدار، روزنامه‌نگار اهل اتحاد جماهیر شوروی سوسیالیستی (پیش از انحلال) و جمهوری قزاقستان. او یک فعال سیاسی است که به هر دو زبان زبان روسی و قزاقی مسلط است. کوزانف همچنین نامزد ریاست جمهوری در انتخابات ریاست‌جمهوری ۲۰۱۹ قزاقستان بود.

## زندگی‌نامه
کوزانوف در ۱۳ مه ۱۹۶۴ در شهرک ساپاک ار توابع منطقه آرال در استان قزل‌اوردا متولد شد. از ۱۹۸۱ به عنوان مکانیک در ایستگاه راه‌آهن نووکازالینسک مشغول به کار شد. از ۱۹۸۳ تا ۱۹۸۴ در ارتش شوروی خدمت کرد و از سال ۱۹۸۴ تا زمان انحلال حزب کمونیست قزاقستان در سال ۱۹۹۱ در این حزب بود. بعد از فارغ‌التحصیلی از دانشگاه دولتی قزاقستان در سال ۱۹۸۹ در رشته روزنامه‌نگاری در سال ۱۹۹۰ به عنوان خبرنگار روزنامه سوسیالیست قزاقستان در کومسومول مشغول به کار شد. بعد از فروپاشی اتحاد جماهیر شوروی کوزانف باکمیته دولتی امور جوانان همکاری‌اش را آغاز کردو بعدها رئیس بخش مطبوعات و در سال ۱۹۹۳ معاون وزارت جوانان، توریسم و ورزش قزاقستان شد و بعدها عضو کمیسیون زیر نظر رئیس‌جمهور نورسلطان نظربایف خدمت کرد.

## انتخابات ریاست جمهوری
کوزانوف در انتخابات ریاست‌جمهوری ۲۰۱۹ قزاقستان که در ۹ ژوئن برگزار شد شرکت کرد و با کسب ۱۶٫۰۲ درصد آرا و ۱٬۴۷۲٬۷۳۳ رای در انتخابات به عنوان نقر دوم در برابر قاسم جومارت توقایف شکست خورد.